# Carlo Giustini
Carlo Giustini (Viterbo, 4 maggio 1916 – Roma, 26 ottobre 2005) è stato un attore italiano.

## Biografia
Entrò nel mondo del cinema nel 1943, a Roma, dopo un provino con il regista Ferdinando Maria Poggioli, alla ricerca di attori per il film Sorelle Materassi, ottenendo una piccola parte. Dopo la guerra fu scritturato spesso per ricoprire parti di giovane atletico e appariscente, lavorando in oltre 50 film.
Lavorò con registi come Renato Castellani, Pietro Francisci, Luigi Zampa e Vittorio Cottafavi, accanto ad attori come Alberto Sordi e Luisa Rossi.
Chiuse la sua carriera nel 1966: da allora se ne perdono le tracce.

## Filmografia

Giovanna Pala, Carlo Giustini e Alberto Sordi in Mamma mia, che impressione! (1951)

- Sorelle Materassi, regia di Ferdinando Maria Poggioli (1943)
- La donna della montagna, regia di Renato Castellani (1944)
- Fantasmi del mare, regia di Francesco De Robertis (1948)
- Antonio di Padova, regia di Pietro Francisci (1949)
- Campane a martello, regia di Luigi Zampa (1949)
- Amore e sangue, regia di Marino Girolami (1951)
- Sangue sul sagrato, regia di Goffredo Alessandrini (1951)
- Mamma mia, che impressione!, regia di Roberto Savarese (1951)
- Serenata tragica, regia di Giuseppe Guarino (1951)
- La leggenda del Piave, regia di Riccardo Freda (1952)
- Bellezze in motoscooter, regia di Carlo Campogalliani (1952)
- Prigioniera della torre di fuoco, regia di Giorgio Walter Chili (1952)
- Spartaco - Il gladiatore della Tracia, regia di Riccardo Freda (1953)
- Nerone e Messalina, regia di Primo Zeglio (1953)
- Tre soldi nella fontana (Three Coins in the Fountain), regia di Jean Negulesco (1954)
- Femmina, regia di Marc Allégret (1954)
- I cavalieri della regina, regia di Mauro Bolognini (1954)
- La sultana Safiyè, regia di Giuseppe Di Martino (1954)
- La ragazza di Via Veneto, regia di Marino Girolami (1955)
- The Baby and the Battleship, regia di Jay Lewis (1955)
- The Passionate Stranger, regia di Max Bon (1955)
- La trovatella di Pompei, regia di Giacomo Gentilomo (1957)
- La maja desnuda (The Naked Maja), regia di Henry Koster (1958)
- Ora X: Gibilterra o morte (The Silent Enemy), regia di Walter Fairchild (1958)
- Decisione di uccidere (Intent to Kill), regia di Jack Cardiff (1958)
- Ombre bianche (The Savage Innocents), regia di Nicholas Ray (1960)
- Il mistero dei tre continenti (Herrin der Welt) regia di William Dieterle (1960)
- Messalina Venere imperatrice, regia di Vittorio Cottafavi (1960)
- La tragica notte di Assisi, regia di Raffaello Pacini (1960)
- Giuseppe venduto dai fratelli, regia di Irving Rapper (1961)
- El Cid, regia di Anthony Mann (1961)
- Il mondo nella mia tasca (An einem freitag um halb zwölf), regia di Alvin Rakoff (1961)
- Le vergini di Roma, regia di Carlo Ludovico Bragaglia e Vittorio Cottafavi (1961)
- Ponzio Pilato, regia di Gian Paolo Callegari e Irving Rapper (1961)
- Barabba (Barabbas), regia di Richard Fleischer (1961)
- I Don Giovanni della Costa Azzurra, regia di Vittorio Sala (1962)
- Il tiranno di Siracusa, regia di Alberto Cardone e Curtis Bernhardt (1962)
- I rinnegati di Capitan Kidd, regia di Roberto Bianchi Montero (1963)
- I criminali della galassia, regia di Antonio Margheriti (1965)
- I diafanoidi vengono da Marte, regia di Antonio Margheriti (1965)

## Doppiatori italiani
- Emilio Cigoli in Antonio di Padova, Campane a martello, Messalina, venere imperatrice
- Gualtiero De Angelis in Mamma mia, che impressione!
- Pino Locchi in La trovatella di Pompei
- Nando Gazzolo in Giuseppe venduto dai fratelli
- Cesare Barbetti in Ponzio Pilato
- Giacomo Piperno in I criminali della galassia
- Riccardo Cucciolla in I diafanoidi vengono da Marte